# Denis Vasil'evič Davydov

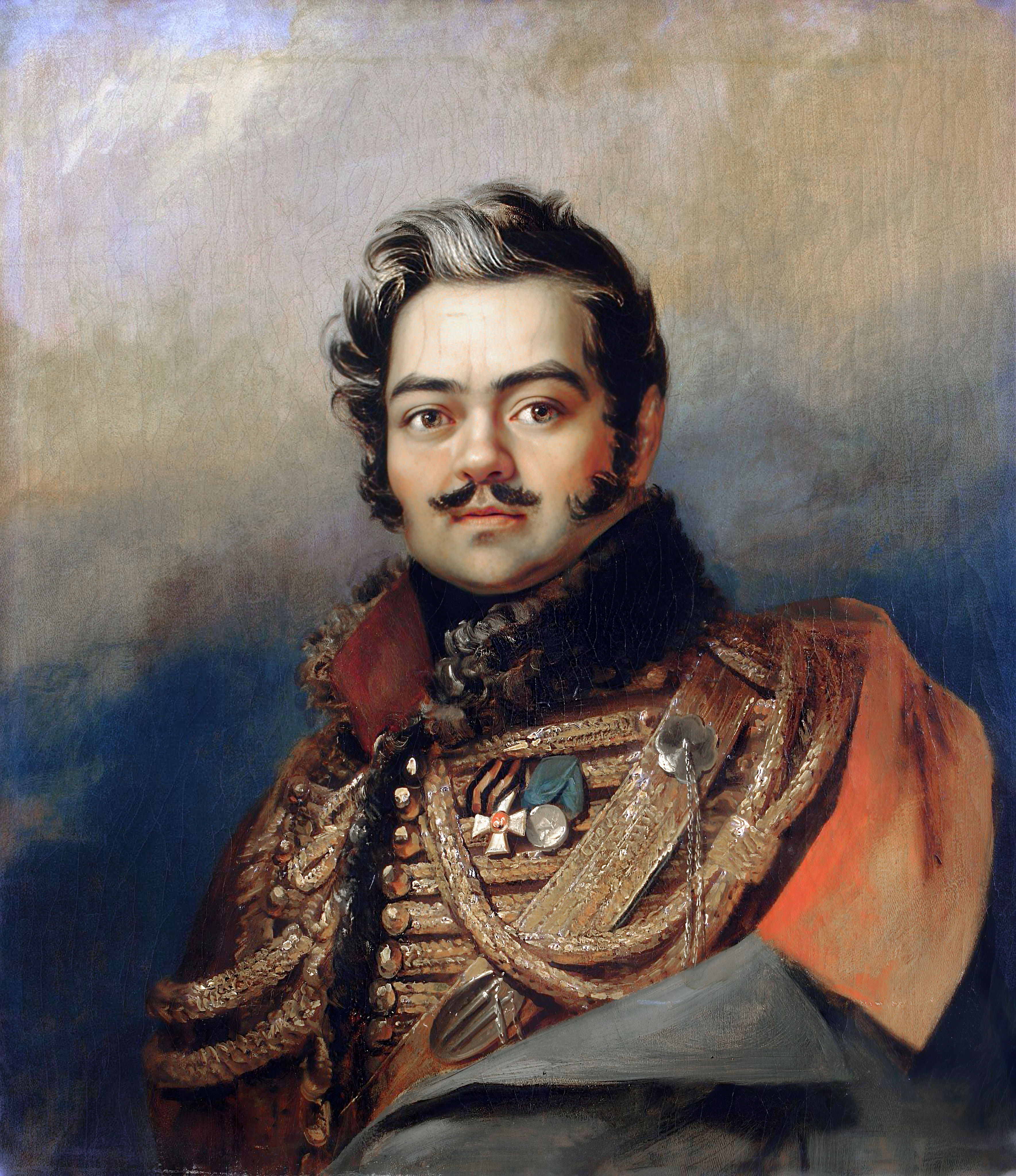
Un ritratto di Denis Davydov

Denis Vasil'evič Davydov (in russo: Денис Васильевич Давыдов; Mosca, 27 luglio 1784 – 22 aprile 1839) è stato un poeta e militare russo dell'era napoleonica che inventò un suo genere poetico specifico detto "poesia ussara", uno stile noto per il suo edonismo e per la scorrevolezza della metrica.

## Biografia
Denìs Davýdov proveniva da un'aristocratica ed influente famiglia russa. Dopo essere diventato celebre come infaticabile guerrigliero partigiano delle truppe russe durante l'invasione napoleonica, divenne uno degli uomini più popolari in patria del suo tempo. Appassionato di letteratura e poesia, fu considerato il modello dell'eroe romantico dai giovani del circolo di Puškin.
Le poesie di Davydov sottintendevano tutto il suo stile di vita ussaro. Fortemente apprezzate da Vissarion Belinskij per la loro qualità organica e per il loro stile caratteristico, le sue poesie diffusero in patria temi quali il coraggio in battaglia e dell'amicizia vera, ma anche ruoli come quelli delle meretrici o della vodka.
La dizione in alcune delle sue poesie è alquanto non convenzionale, e occasionalmente le sue parole furono poi sostituite dai letterati delle generazioni successive, sebbene fossero piene di spirito e di ritmo grammaticale. Le sue ultime poesie furono ispirate dal suo amore per una giovane ragazza. Questi ultimi versi hanno un tono molto sentimentale e vivido e tutta l'elasticità ritmica propria della poesia ussara si rivela in pieno. Puškin, in particolare, apprezzò questo tipo di metrica affermando che furono proprio questi versi a spingerlo sulla via dell'originalità.
Il personaggio di Davydov, come guerrigliero coraggioso e sprezzante del pericolo, apparve inoltre in alcune opere successive. Egli fu più volte citato da Lev Tolstoj nel romanzo storico Guerra e pace, dove viene descritto come l'ideatore della tanto efficace guerriglia partigiana contro le truppe napoleoniche. Apparve anche in altri romanzi dello stesso Tolstoy nel personaggio di Vasilij Denisov. Secondo Dmitrij Petrovič Mirskij, "nella sua autobiografia egli indugia spesso in freddure e scherzi non sempre del miglior gusto, ma i suoi scritti riguardo alla vita militare sono freschi, vigorosi, genuini, e le sue monografie contengono parte delle migliori letture di cronaca militare del suo tempo".